# Wolfgang Streeck
Wolfgang Streeck (alemão: [ʃtʀeːk]; Lengerich, 27 de outubro de 1946) é um sociólogo econômico alemão e diretor emérito do Instituto Max Planck para o Estudo de Sociedades em Colônia.

## Pesquisa
A pesquisa de Streeck centra-se na análise da economia política do capitalismo, na qual ele se propõe a assumir uma abordagem dialética para a análise institucional como oposição à linha em voga das variedades de capitalismo. Ele tem escrito extensivamente sobre a economia política da Alemanha e, mais recentemente, envolveu-se em discussões sobre a política de austeridade, o surgimento do que ele chama de a dívida do Estado, como resultado da revolução neoliberal da década de 1980 e o futuro da União Europeia.

### Fim do capitalismo
Em 2014 Streeck escreveu um artigo no New Left Review , onde ele postula a questão de como o capitalismo pode chegar a um fim, discutindo vários fatores que fazem com que isso seja provável de acontecer. Streeck postula que, porque o capitalismo contemporâneo é tomado por cinco desordens — crescimento em declínio, oligarquia, aniquilamento da esfera pública, corrupção e anarquia internacional —, que no momento nenhuma agência política dá conta de limitar, que, no momento, ele vai continuar a regredir e a atrofiar até que em algum momento ele pode terminar. Ele desenvolveu este tema em 2016 no livro Como vai acabar o Capitalismo?